# Ostravice
Ostravice település Csehországban, a Frýdek-místeki járásban. Ostravice Staré Hamry, Malenovice, Pstruží, Krásná, Čeladná és Frýdlant nad Ostravicí településekkel határos. Lakosainak száma 2529 fő (2024. január 1.).

## Népesség
A település lakosságának változását az alábbi diagram mutatja:
| Lakosok száma | 1805 | 2077 | 2145 | 2236 | 2508 | 2308 | 2417 | 2428 | 2442 | 2529 |
|               | 1869 | 1890 | 1921 | 1950 | 1980 | 2001 | 2017 | 2019 | 2022 | 2024 |